# Александра Матрикс
Александра Ристић (31. март 1994), познатија под псеудонимом Alexandra Matrix јер наступа са "Матрикс бендом", босанско-херцеговачка је певачица, која се прославила на платформи Јутјуб, певајући обраде познатих хип-хоп и поп извођача као што су Буба Корели, Џала Брат, Маја Беровић, Ем-Си Стојана и других.

## Дискографија
Албум : Лоша навика (2023)
- Ко си сад
- Ниси сам
- Ледена
- Лоша навика
- На мапи
- Ти ме тражи
- Ма важи
- Чека чека (дует са 77)
- Шта је срећа (дует са Ла Попај)

Синглови
- Пијем као мушко
- Хемија (2018)
- Инат (2020)
- Мама (2021)
- Син богаташа (2022) дует са Стефаном Кокотом[7]
- Све му праштај (2022) дует са Тањом Савић
- Богиња (Дођи да се лажемо) (2023)
- Лаж (2023)
- Дежурне будале (2024) са Армином Дедићем
- Нема везе (2025)
- То што жени треба (2025)